# Irische Literatur
Die irische Literatur umfasst die literarische Produktion Irlands, in einem weiteren Sinne auch die Literatur der irischen Diaspora. Bisweilen bezieht sich der Begriff auch nur auf die Literatur in irischer (gälischer) Sprache. Die irische Literatur in englischer Sprache wird als anglo-irische Literatur bezeichnet.
Die irischsprachige Literatur (insbesondere die des Mittelalters) ist Forschungsgegenstand der Keltologie, die anglo-irische wird im Allgemeinen im Rahmen der englischen Literatur von der Anglistik behandelt, wobei sich oftmals Überschneidungen ergeben, schon da viele irische Schriftsteller in beiden Sprachen schrieben und schreiben. Als übergreifende landeskundliche Disziplin hat sich in jüngerer Zeit an manchen Universitäten die Irlandistik (engl. Irish Studies) etabliert.

## Sprachen und Traditionen
In Irland ist Literatur seit dem Frühmittelalter in verschiedenen Sprachen überliefert. Der Großteil liegt in irischer und englischer Sprache vor, kleinere Corpora sind auf Latein und Französisch entstanden. Dabei ist eine deutliche zeitliche Trennung hinsichtlich der Bedeutung der einzelnen literarischen Traditionen festzustellen. Während im Mittelalter die Literatur in alt-, mittel- und frühneuirischer Sprache den Großteil des Korpus bildete, der von lateinischen Texten eher ergänzt wurde, entwickelte sich ab der Zeit der englischen Eroberung zum einen ein englisches, aber auch ein kleines anglonormannisches Korpus.
Die dominierende Literatursprache der irischen Literatur der Neuzeit war und ist Englisch. Das Irische wurde hingegen im Laufe der Jahrhunderte immer weiter zurückgedrängt und wird heute von nur noch einigen zehntausend Menschen als Muttersprache gesprochen, zumeist in abgelegenen ländlichen Gegenden. Als Literatursprache wurde es jedoch seit dem 19. Jahrhundert im Rahmen des irischen Nationalismus (irische Renaissance) wiederbelebt und ist als Zweitsprache gut 1,8 Millionen Iren verständlich. Der Literatur kam und kommt dabei eine besondere Rolle zu; viele der bedeutendsten irischen Schriftsteller des 20. und 21. Jahrhunderts veröffentlichten in beiden Sprachen, so etwa Flann O’Brien und Brendan Behan.
Durch eine Jahrhunderte alte kulturelle Verbundenheit mit dem katholischen Frankreich ist auch das Französische sehr präsent in der irischen Literatur; Schriftsteller wie Oscar Wilde (Salomé, 1891) und Samuel Beckett (En attendant Godot, 1953) verfassten einige ihrer Werke zunächst auf Französisch.
Im Laufe des 19. und 20. Jahrhunderts emigrierten Millionen Iren, vor allem nach Großbritannien, Kanada und in die Vereinigten Staaten. Ihre Erfahrungen schlagen sich in einer reichhaltigen Diaspora-Literatur nieder. Irisch-amerikanische Autoren, die ihre Herkunft in den Mittelpunkt ihres Werkes rückten, sind etwa James T. Farrell (Studs Lonigan, 1932–1935), Betty Smith (A Tree Grows in Brooklyn, 1943), J. P. Donleavy (The Ginger Man, 1955), Edwin O’Connor (The Edge of Sadness, 1962), William Kennedy (Ironweed, 1983) und Frank McCourt (Angela’s Ashes, 1996).

## Die frühe irische Literatur und ihr Untergang
Aus der Zeit vor der Christianisierung Irlands ist keine Literatur in schriftlicher Form überliefert. Wie im Falle vieler früher Kulturen wird jedoch von einer äußerst reichhaltigen mündlichen literarischen Tradition ausgegangen, die ihre Spuren in den literarischen Denkmälern der späteren Zeit jedoch mehr oder minder deutlich hinterlassen hat. Mit dem Einzug des Christentums und vor allem der Gründung von Klöstern wurde diese Literatur nach und nach in Teilen aufgezeichnet und – nach heute weithin anerkannter Lehrmeinung – stark christianisiert.
Das älteste datierbare Werk der irischen Literatur ist ein Lobgedicht auf Columban von Iona, das Dallán Forgaill im Todesjahr Columbans 597 verfasste, wenngleich es nur in jüngeren Handschriften überliefert ist. Aus der Zeit zwischen dem 7. und 9. Jahrhundert stammt die große Erzählung vom Rinderraub des Cú Chulainn. Mit dem keltischen Kunsthandwerk teilt die irische Literatur die Vorliebe für das Ornamentale und meidet das allzu Realistische. Sie scheidet das Natürliche nicht grundsätzlich vom Übernatürlichen, ist sehr phantasievoll und kennt auch wesentlich mehr Begriffe für Farbabstufungen als andere indoeuropäische Sprachen.
Bereichert wurde diese einheimische Literatur um Werke aus dem Lateinischen und teilweise Griechischen, die zum Teil übersetzt und auch weiterentwickelt wurden. Es ist davon auszugehen, dass der mittelalterliche irische Schatz von Sagen und Erzählungen mit dem vorchristlichen Korpus nur noch entfernte Ähnlichkeiten hatte.
Mit der Eroberung der Insel durch die Normannen ab 1169 wurde nicht nur die irische Sprache in eine Konkurrenzsituation mit dem Anglo-Normannischen, später dem Englischen gebracht, die neuen Bewohner hinterließen im Laufe der Zeit auch schriftliche Spuren in ihrer eigenen Sprache. Bis jedoch von einem nennenswerten literarischen Korpus die Rede sein konnte, vergingen aufgrund der politischen und sozialen Entwicklung Irlands im Hoch- und Spätmittelalter Jahrhunderte. Erst ab dem 18. Jahrhundert konnte sich das entwickeln, was heute als anglo-irische Literatur bezeichnet wird. Diese späte Entwicklung sollte jedoch im späten 19. und frühen 20. Jahrhundert zu einer ungeahnten Blüte führen, als die irische Literatur für Erzählkunst und Innovation Weltruhm erlangte. Das 20. Jahrhundert sah dann eine Vielzahl irischer Schriftsteller englischer Sprache, die ihre eigene literarische Tradition wie die „Weltliteratur“ um einiges bereicherten.
Parallel zum Aufstieg der anglo-irischen Literatur fand der Abstieg der irischsprachigen Literatur statt. Nach einem erneuten Höhepunkt im 13. und 14. Jahrhundert (klassisches Irisch) und dem allmählichen Niedergang bis etwa 1600 zerbrach mit der Vertreibung der irischen Adelsschicht ab 1607 die politische und kulturelle Grundlage dieser Literaturtradition. Die Literaturproduktion sank Mitte des 19. Jahrhunderts fast gegen null.
Anglo-irische Autoren des 19. Jahrhunderts wie Charles Lever und Samuel Lover betrachteten Irland und seine Bevölkerung oft aus der herablassenden Sicht der zur Cormwell-Zeit ins Land gekommenen englischen Herrenschicht und schilderten das irische Landleben allenfalls als pittoreske Kulisse, was von Sheridan Le Fanu scharfzüngig kritisiert wurde. Auch William Carleton kam über stereotype Darstellungen des irischen Farmers kaum hinaus. Jane Barlow (1857–1917) schilderte allerdings mit großer Empathie das Leben der verarmten Bevölkerung zur Zeit des Great Famine.

## Neuanfang
Erst gegen Ende des 19. und am Anfang des 20. Jahrhunderts fand als Teil der Wiederbelebung der irischen Sprache auch ein literarischer Neuanfang statt. Wichtig war dafür die 1893 erfolgte Gründung der Gälischen Liga, eines zunächst unpolitischen Zusammenschlusses mit dem Ziel, die irische Sprache am Leben zu halten. Im gleichen Jahrzehnt gründete der romantische Dichter William Butler Yeats in London und bald darauf (1904) in Dublin ein irisches Nationaltheater, das Abbey Theatre, mit dem von Zola beeinflussten George Moore und John Millington Synge als Mitdirektoren. Edward Plunkett („Lord Dunsany“), ein Sponsor des Theaters und Fantasy-Autor, beteiligte sich aktiv am literarischen Revival der anglo-irischen Literatur (der sog. Irish Renaissance), die irische Stoffe in den Mittelpunkt rückte, auch wenn sie noch englische Dichter als Vorbilder betrachtete. Daniel Corkery (1878–1964) schrieb bereits teilweise in irischer Sprache. James Joyce, einer der Begründer der anglo-irischen Kurzgeschichte (Dubliners), hatte bereits als Zweiundzwanzigjähriger 1904 dauerhaft sein von ihm als feindselig und borniert empfundenes irisches Umfeld verlassen, blieb aber thematisch seiner Heimat verbunden, wo er erst spät rezipiert wurde.

## Die Zeit der Unabhängigkeit
Eine deutliche Zäsur bildeten der irische Osteraufstand von 1916 und der Bürgerkrieg 1922–23, der zur Unabhängigkeit führte. Viele Autoren wie James Stephens (1880–1950) und Seumas O’Kelly (1875/1881–1918) schlossen sich der nationalistischen Bewegung Sinn Féin an. Nach der Unabhängigkeit entwickelte sich vor allem die irische Kurzgeschichte zu hoher Blüte und integrierte neben englischen verstärkt auch amerikanische Einflüsse. Vor allem Elizabeth Bowen orientierte sich noch stark an englischen Vorbildern wie Virginia Woolf; sie lebte überwiegend in London.
Seit den 1930er Jahren erscheint es im Hinblick auf Themen und Formen nicht mehr sinnvoll, zwischen irischsprachiger und anglo-irischer Literatur zu unterscheiden, bildete sich doch eine überwiegend englischsprachige nationale irische Literatur heraus, die sich – ganz abgesehen von der Themenwahl – weitaus stärker an mündlichen Erzähltraditionen orientierte als etwa die englische  Literatur jener Zeit. Dafür stehen die Namen der drei „Großen“ Liam O’Flaherty, Sean O’Faolain und Frank O’Connor.
Der sozialistische Dramatiker Seán O’Casey wanderte 1927 nach England aus. International bekannt wurde er jedoch erst seit 1971 durch seine 6-bändige Autobiografie. Brendan Behan, der sein Leben lang von seiner Haftzeit als IRA-Unterstützer geprägt war und früh verstarb, wurde mit seinen Komödien zu einem der wichtigsten Erneuerer des englischsprachigen Theaters.
Unter den Autorinnen sticht die vielfach ausgezeichnete Edna O’Brien hervor, die in ihren Romanen die Probleme der weiblichen Geschlechtsrolle und Sexualität im repressiv-katholischen irischen Umfeld der 1950er bis 1970er Jahre thematisierte (zuerst 1960: The Country Girls). Einige ihrer Bücher, die z. T. autobiographische Züge tragen, standen in Irland auf dem Index; gelegentlich wurden sie auch verbrannt. (Schon ihre streng religiöse Mutter hatte ein Buch Seán O’Caseys verbrannt, das sie bei ihr fand.)  O’Brien schrieb auch Kurzgeschichten, Biographien und Theaterstücke, u. a. eines über Virginia Woolf. Auch die Romane von John McGahern wurden unter dem Druck der Katholischen Kirche mehrfach verboten.

## 1970 – 2010
Seit etwa den 1970er Jahren nehmen infolge der teilweise erfolgreichen Wiederbelebung der irischen Sprache die anglo-irische und die irischsprachige Literatur in der irischen Kultur Positionen ein, die theoretisch häufig als gleich wichtig eingestuft werden. Praktisch dominiert die anglo-irische Literatur jedoch zahlenmäßig und in Bezug auf Wahrnehmung – sowohl in Irland als auch vor allem im Ausland – in hohem Maße. Festzustellen ist ein relativ hoher Grad der gegenseitigen Beeinflussung der beiden Traditionen, so im Werk des vielfach preisgekrönten Romanciers, Erzählers und Dramatikers William Trevor, das sich mit marginalisierten Menschen und dem Verhältnis zwischen Engländern und Iren befasst. Während viele anglo-irische Autoren offen Anspruch auf ihren Teil der langen irischen Tradition (einschließlich beispielsweise der mittelalterlichen, irischsprachigen Literatur) erheben, orientieren sich viele moderne irischsprachige Autoren in internationalem Rahmen vor allem an der einheimischen Literatur englischer Sprache. Dazu gehört Máirtín Ó Cadhain, dessen Werke teils erst posthum in den 1990er Jahren verlegt wurden, insbesondere in seinem fast unübersetzbaren Roman Cré na Cille (1949, dt. etwa „Friedhofserde“), der sich sprachschöpferisch an James Joyce anlehnt.
In den 1990er Jahren wandten sich einige Autoren vom Vorbild der amerikanischen und irischen Short Story ab und spannen wieder lange Geschichten in Form von Romanen mit starkem Lokalkolorit. So schildert Patrick McCabe den Zerfall des ländlichen Idylls (The Butcher Boy, 1992; dt. Der Schlächterbursche, 1995), und Frank McCourt erinnert in seinem Bestseller Angela`s Ashes (dt. Die Asche meiner Mutter, 1996) an seine unglückliche katholische Kindheit.

## Heute
Nach 2010 hinterließ die Finanzkrise ihre Spuren auch in der irischen Literatur. Der notorische irische Optimismus wich der Kritik an Bankern, Großbetrügern, die Geistersiedlungen erbauten, und der Sorge vor der Abhängigkeit von internationalen Spekulanten und einer fragmentierten Gesellschaft, so bei Donal Ryan, der in seinem Debütroman The Spinning Heart (2012) alle Register der klassischen irischen Literatur zieht, und Paul Murray (The Mark and the Void, 2015, dt. Der gute Banker, 2016).
Die wachsende Bedeutung von Autorinnen für die jüngste erzählende anglo-irische Literatur geht einher mit der Fokussierung auf Familienbeziehungen und Probleme persönlicher und psychischer Entwicklung. Die Bandbreite schwankt zwischen romantischer Feelgood-Literatur (z. B. Cecelia Ahern), traurig-tröstlichen Familienromanen (Anna McPartlin), der melancholischen Schilderung einsamer Menschen und Sonderlinge (Mary Costello, Elaine Feeney) und hartem Realismus (Sally Rooney, Louise Nealon). Hingegen haben klassisch-feministische Themen der 1970er bis 2000er Jahre (ihre Vorkämpferin war Mary Maher bei der Irish Times) mit der Liberalisierung von Abtreibung und Sexualmoral an Relevanz verloren. Tana French hat sich auf psychologisch raffinierte Kriminalromane spezialisiert.

## Internationale Rolle
Irische Autoren wurden vielfach mit internationalen literarischen Auszeichnungen geehrt oder kamen in die engere Auswahl für Preise. Zu den irischen Trägern des Literaturnobelpreises zählen William Butler Yeats (1923), George Bernard Shaw (1925), Samuel Beckett, der seit 1937 in Paris lebte, (1969) und Seamus Heaney (1995).
Seit den 1990er Jahren hat Irland drei Gewinner des Booker Prize hervorgebracht. 1993 wurde Roddy Doyle für seinen Roman Paddy Clarke Ha Ha Ha ausgezeichnet. Im Jahre 2005 gewann John Banville mit dem sprachintensiven Roman The Sea (dt. Die See, 2006). Bereits im Jahr davor war der Roman The Master (dt. Porträt des Meisters in mittleren Jahren, 2005) von Colm Tóibín im Finale (Shortlist) vertreten, unterlag letztlich jedoch dem Werk The Line of Beauty (dt. Die Schönheitslinie, 2005) des Engländers Alan Hollinghurst. Bereits 1989 war John Banville mit The Book of Evidence (dt. Das Buch der Beweise) ebenfalls im Finale, verlor aber gegen Kazuo Ishiguros The Remains of the Day (dt. Was vom Tage übrig blieb). 2007 erhielt Anne Enright den Booker Prize für den Roman The Gathering.
Banville, der 2013 den Irish Book Award für sein Lebenswerk erhielt, sagte: „Neben vielen schlimmen Dingen haben uns die Briten mit Englisch eine wunderbare Sprache gebracht, und die irische Gesellschaft ist eine, die auf dem Geschichten-Erzählen aufgebaut ist. Anders gesagt: Wir sind immer für eine Geschichte gut, und wir haben die Sprache, um sie zu erzählen.“

## Sekundärliteratur
Überblicksdarstellungen und Nachschlagewerke
- Anne M. Brady und Brian Cleeve (Hrsg.): A Biographical Dictionary of Irish Writers. Lilliput, Mullingar 1985. ISBN 0-946640-03-3 sowie St. Martin’s Press, New York 1985. ISBN 0-312-07871-4
- Seamus Deane: A Short History of Irish Literature. University of Notre Dame Press, Notre Dame IL 1986. Reprint 1994. ISBN 0-268-01751-4
- Robert Hogan: Dictionary of Irish Literature. 2 Bände. Zweite, erweiterte Ausgabe. Aldwych Press, London 1996. ISBN 0-86172-102-0 sowie Greenwood Press, Westport, Conn. 1996. ISBN 0-313-29172-1
- Rüdiger Imhof: A short history of Irish literature. Klett, Stuttgart 2002, ISBN 3-12-939558-X.
- Margaret Kelleher und Philip O’Leary (Hrsg.): The Cambridge History of Irish Literature. 2 Bände. Cambridge University Press, Cambridge und New York 2006. ISBN 0-521-82224-6
- Maria Eisenmann: Ireland - Changes and Challenges. Schöningh, Paderborn 2009. ISBN 978-3-14-040110-4
- Declan Kiberd: Inventing Ireland: The Literature of the Modern Nation. Jonathan Cape, London 1995. ISBN 0-224-04197-5 Reprint: Random House, New York 2009. ISBN 1-4090-4497-1
- Robert Welch (Hrsg.): The Oxford Companion to Irish Literature. Clarendon Press, Oxford 1996. ISBN 0-19-866158-4

Dichtung
- Matthew Campbell (Hrsg.): The Cambridge Companion to Contemporary Irish Poetry. Cambridge University Press, Cambridge und New York 2003. ISBN 0-521-81301-8
- Eamon Grennan: Facing the Music: Irish Poetry in the Twentieth Century. Creighton University Press, Omaha, NE 1999. ISBN 1-881871-28-2
- Peter Mackay, Edna Longley und Fran Brearton (Hrsg.): Modern Irish and Scottish Poetry. Cambridge University Press, Cambridge und New York 2011. ISBN 0-521-19602-7
- Justin Quinn: The Cambridge Introduction to Modern Irish Poetry, 1800–2000. Cambridge University Press, Cambridge und New York 2008. ISBN 0-521-84673-0
- Gregory A. Schirmer: Out of What Began: A History of Irish Poetry in English. Cornell University Press, Ithaca NY 1998. ISBN 0-8014-3498-X

Drama
- Chris Morash: A History of Irish Theatre, 1601–2000. Cambridge University Press, Cambridge und New York 2002. ISBN 0-521-64117-9
- Shaun Richards (Hrsg.): The Cambridge Companion to Twentieth-century Irish Drama. Cambridge University Press, Cambridge und New York 2003. ISBN 0-521-80400-0
- Sanford Sternlicht: Modern Irish Drama: W.B. Yeats to Marina Carr. Syracuse University Press, Syracuse NY 2010. ISBN 0-8156-3245-2

Sekundärliteratur auf Deutsch
- Jochen Achilles und Rüdiger Imhof: Irische Dramatiker der Gegenwart. Wissenschaftliche Buchgesellschaft Darmstadt 1996. ISBN 3-534-12656-4
- Joachim Kornelius, Erwin Otto und Gerd Stratmann (Hrsg.): Einführung in die zeitgenössische irische Literatur. Universitätsverlag C. Winter, Heidelberg 1980. ISBN 3-533-02959-X (= Anglistische Forschungen 148)
- Heinz Kosok: Geschichte der anglo-irischen Literatur. Erich Schmidt Verlag, Berlin 1990. ISBN 3-7705-2307-5
- Klaus Lubbers: Geschichte der irischen Erzählprosa. Von den Anfängen bis zum ausgehenden 19. Jahrhundert. Wilhelm Fink Verlag, München 1985. ISBN 3-7705-2307-5
- Friedhelm Rathjen: Die grüne Tinte: Kleiner Leitfaden durch die irische Literatur. Edition ReJoyce, Scheeßel 2004. ISBN 3-00-013190-6